# Poľov
Poľov (maďarsky Pólyi) je městská část Košic (Slovensko), součást okresu Košice II. Leží v Košické kotlině, v nadmořské výšce 275 metrů, 10 km na jih až jihozápad od samotných Košíc. První písemná zmínka o obci pochází z roku 1248. Původně to byla samostatná obec; ke Košicím byla připojena v roce 1968. V Poľově je římskokatolický kostel sv. Michaela archanděla (z roku 1832). Do Poľova jezdí autobusová linka košické MHD. Další linky košické MHD mají zastávku Poľov, rázcestie na silnici I/16, vedoucí z Košic do Rožňavy.

## Místní části
Pažiť, Pútny kopec, Studne, Nad záhradami, Prostredné tably, Gedeonský les, Pod Lapišom, Na Gedeonskom

### Ulice
Dolina, Kameničná, Kovaľská, Ku Gardu, Pažitná, Poľovská, Sadovnícka, Sklepárska.